# Philotrypesis immaculata
Philotrypesis immaculata är en stekelart som beskrevs av Girault 1915. Philotrypesis immaculata ingår i släktet Philotrypesis och familjen fikonsteklar. Inga underarter finns listade i Catalogue of Life.